# شهر هرت (فیلم ۱۳۴۹)
شهر هرت فیلمی به کارگردانی منوچهر صادق‌پور و نویسندگی منوچهر کی‌مرام محصول سال ۱۳۴۹ است. فیلم «شهر هرت» به تهیه‌کنندگی منوچهر صادق‌پور و محمدعلی بندانی محصول پارسا فیلم است .

## خلاصه داستان
عده ای دختر و پسر جوان زندگی بی بند و باری را پیشه كرده اند. پدر یكی از دخترها وقتی قصد سفر می كند دخترش را به موتورسازی محل خود می سپارد، جوان موتوری كوشش زیادی می كند كه دختر را متوجه عواقب بد رویه اش كند و پس از یك ماجرا، سرانجام موفق می شود.

## بازیگران
اسامی بازیگران فیلم شهر هرت به شکل* و ترتیب نمایش در عنوان‌بندی آغازین فیلم   :
1. فریده نصیری به نقش شیرین
2. منوچهر صادق‌پور به نقش داش احمد
3. آنوش (آنوشاوان هاروتیونیان) به نقش حسام خان
4. ابراهیم فخار به نقش ابرام
5. اسدالله یکتا به نقش نخودچی
6. ایران قادری به نقش مادر شیرین
7. فرنگیس فروهر به نقش شکوفه
8. گیتی جعفری به نقش پروانه
9. گیتا
10. [محمد تقی] کهنمویی
11. دیانا (اختر کریمی زند)
12. آنیک [شفرازیان] به نقش مادر احمد
13. ماندانا
14. مهران
15. حسن رضایی
16. داداشی
17. امیر
18. جهانگیر غفاری به نقش پرویز

* اسامی داخل کروشه و پرانتز در عنوان بندی و یا پوستر درج نشده‌اند.

## نمایش فیلم
فیلم شهر هرت با عنوان اکران نوروزی سال ۱۳۴۹ ارایه شد و برای بار نخست در تاریخ پنج‌شنبه ۲۸ اسفند سال ۱۳۴۸ خورشیدی در یازده سینما در تهران و همزمان در شهرستانها به نمایش درآمد  . این فیلم پس از ایام سوگواری محرم، جایگزین فیلم ایرانی بازی خطرناک (احمد نجیب زاده) در گروه سینمایی پلازا شد.
سینماهای نمایش‌دهنده فیلم شهر هرت در تهران، در گروه سینمایی پلازا شامل ۱۱ سینمای پلازا، حافظ، الوند، ری، کیهان، فردوسی، مراد، پرسپولیس، کارون، قصرطلایی و پانوراما بودند  .
سینماهای نمایش‌دهنده فیلم شهر هرت در شهرستانها، کریستال و متروپل در مشهد، متروپل و شیرین در آبادان و حافظ در خرمشهر بودند  .
فیلم شهر هرت، پس از دو هفته نمایش در تهران، در گروه سینمایی پلازا در تاریخ پنج‌شنبه ۱۳ فروردین ۱۳۴۹ جای خود را به فیلم ایرانی پسر زاینده‌رود (حسین مدنی) در این گروه سینمایی داد  . 

## تولید فیلم
فیلم شهر هرت با نام اولیه «بچه‌های میدون» شروع به تولید شد و بعدا تغییر نام پیدا کرد.

## گروه موسیقی[۱۱][۲]
- موسیقی متن (انتخاب موسیقی): واروژ [کاراپتیان]
- آهنگساز: افشین مقراضی
- شاعر: تورج نگهبان
- خوانندگان: ایرج، مهستی،‌ جعفر پورهاشمی و فریده نصیری

ترانه‌های اجرا شده در فیلم:
1. جدایی: خوانندگان: ایرج و مهستی، نشر شرکت ایران گرام با لیبل مونوگرام به شماره کاتالوگ C 2301 و شماره ماتریکس S 6191 (تاریخ نشر درج شده روی صفحه ۴۸/۱۲/۲۰)
2. ما بیتل‌ها: ایرج و امیر رسایی، نشر شرکت ایران گرام با لیبل مونوگرام به شماره کاتالوگ C 2301 و شماره ماتریکس S 6192 (تاریخ نشر درج شده روی صفحه ۴۸/۱۲/۲۰)
3. مرده و قولش: جعفر پورهاشمی و فریده نصیری و شهناز حکیم، نشر شرکت ایران گرام با لیبل مونوگرام
4. باری باری بارک‌الله: جعفر پورهاشمی و فریده نصیری و شهناز حکیم، نشر شرکت ایران گرام با لیبل مونوگرام
5. آش رشته: ایرج

## دیگر عوامل فیلم[۱][۲]
- دستیار کارگردان: عبدالله [غیابی]

- مدیر تدارکات: حسن میرزاپور
- تهیه‌کنندگان: منوچهر صادق‌پور، محمدعلی بندانی

گروه صدا
- سرپرست گویندگان: ایرج ناظریان
- صدابرار: فرامرز رسولی
- افکت: وارطان [کاراپتیان]
- میکس صدا: واروژ [کاراپتیان]

گروه فیلمبرداری
- مدیر فیلمبرداری:مازیار پرتو
- دستیار فیلم‌برداری: حسن پژهان
- عکاس: منصور نصیری

گروه لابراتوار
- لابراتوار: حسن امینی
- برش نگاتیف: ابراهیم
- چاپ: محمود مهدی‌زاده
- دستیار چاپ: فتح‌الله کریمی

توضیح: اسامی داخل کروشه و پرانتز در عنوان بندی و یا پوستر درج نشده‌اند.